# Eurybiopsis
Eurybiopsis é um género botânico pertencente à família Asteraceae.
O género foi descrito por Augustin Pyramus de Candolle e publicado em Prodromus Systematis Naturalis Regni Vegetabilis 5: 260. 1836.
A espécie-tipo é Eurybiopsis macrorhiza DC. Alguns autores colocam este género como sinónimo de Vittadinia A.Rich.CHAH, (2011) Australian Plant Census. ou Minuria DC.